# Garam Masala (film)
Garam Masala est un film indien de Bollywood réalisé par Priyadarshan sorti le 2 novembre 2005.
Le film met en vedette Akshay Kumar et John Abraham, le long métrage fut un succès notable aux box-office.

## Synopsis
Mac (Akshay Kumar) est le photographe d'un magazine de mode, Garam Masala. Il travaille assisté par Shyam (John Abraham), et les deux jeunes hommes prennent à longueur de journée des clichés de filles en tenues équivoques et poses lascives. Bien que cette perspective l'enthousiasme peu, Mac doit très prochainement se marier à la fille du meilleur ami de son défunt père, Anjali (Rimi Sen). La jeune femme est outrée du métier de son futur époux lorsqu'elle le surprend en pleine « séance »... Elle est loin de se douter que son fiancé et Shyam se mènent un combat acharné pour décrocher les faveurs de la secrétaire de leur boite, Maggie (Neha Dhupia). 
Un beau jour, le directeur du journal, agacé des photos ratées de Mac et Shyam, les soumet à un défi que Shyam remporte en trichant quelque peu. Il décroche alors une promotion, devenant ainsi le patron de Mac, ainsi qu'un prix. Son salaire double, et il se voit même offrir 10 jours aux États-Unis... Mac, effondré par ce nouveau changement de donne, reste seul à désespérer sur son sort. C'est alors que ses amis, devant son désarroi, l'aident à préparer un petit « plan » pour se réconforter. Mac se fait embaucher en tant que gardien d'une très belle maison, se fait présenter 3 sublimes hôtesses de l'air et prêter des véhicules à disposition. Sous une nouvelle identité, il se fait donc passer pour le propriétaire des lieux et profite du fait que les jeunes femmes partent en déplacement fréquemment pour alterner sans qu'elles ne se doutent de rien... Mais gérer simultanément 4 relations n'est pas une mince affaire et Mac s'emmêle de plus en plus les pinceaux. D'autant plus que Shyam est rentré des États-Unis, et compte bien obtenir sa « part du gâteau ».

## Distribution
- Akshay Kumar
- John Abraham
- Paresh Rawal
- Rajpal Yadav
- Neha Dhupia
- Rimi Sen

## Box-office
- Box-office Inde : 259 600 000 roupies.
- Budget : 150 000 000 roupies indiennes[2].